# Сквер имени Куйбышева (Владикавказ)
Сквер имени Куйбышев» — сквер, который находится в Иристонском районе города Владикавказа, Северная Осетия-Алания. Сквер ограничен на южной стороне — улицей Куйбышева, на западной — улицей Тамаева, на северной — улицей Джанаева и на восточной — павильонами Центрального рынка по улице Рамонова.
Сквер заложен на территории бывшей Торговой площади (позже — Базарная площадь), которая была основана в середине XIX века. 25 февраля 1941 года постановлением Исполкома города Орджоникидзе запущенная Базарная площадь была ликвидирована: «Принимая во внимание необходимость срочных работ по устройству сквера между улицами Тамаева и Рамонова в целях приведения в санитарное состояние и благоустройство запущенного участка бывшей Базарной площади… предложить Горкомхозу приступить к строительству сквера между улицами Тамаева и Рамонова».
В 1984 году отмечен на плане-схеме г. Орджоникидзе под современным названием. В 2000-х годах была произведена реконструкция сквера.